# Natanael Källander
Johannes Natanael Källander, född 1867 i Skara, död 30 mars 1940 i Sundsvall, var stadsarkitekt i Sundsvall 1898-1937. 
Efter tekniska studier i Stockholm praktiserade han där hos olika arkitekter. Han startade egen verksamhet i Sundsvall 1897 och blev dess stadsarkitekt året därpå. Han står bakom flera offentliga byggnader i Sundsvall samt flera av de större sjukhusen i länet. Han var ledamot av stadsfullmäktige 1922.1926 och folskolestydelsen 1910.1927, drav som ordförande de sista sju åren. 
Han var gift med Elin Kristina Östman.

## Några arbeten (urval)
- Alnö gravkapell (1905)

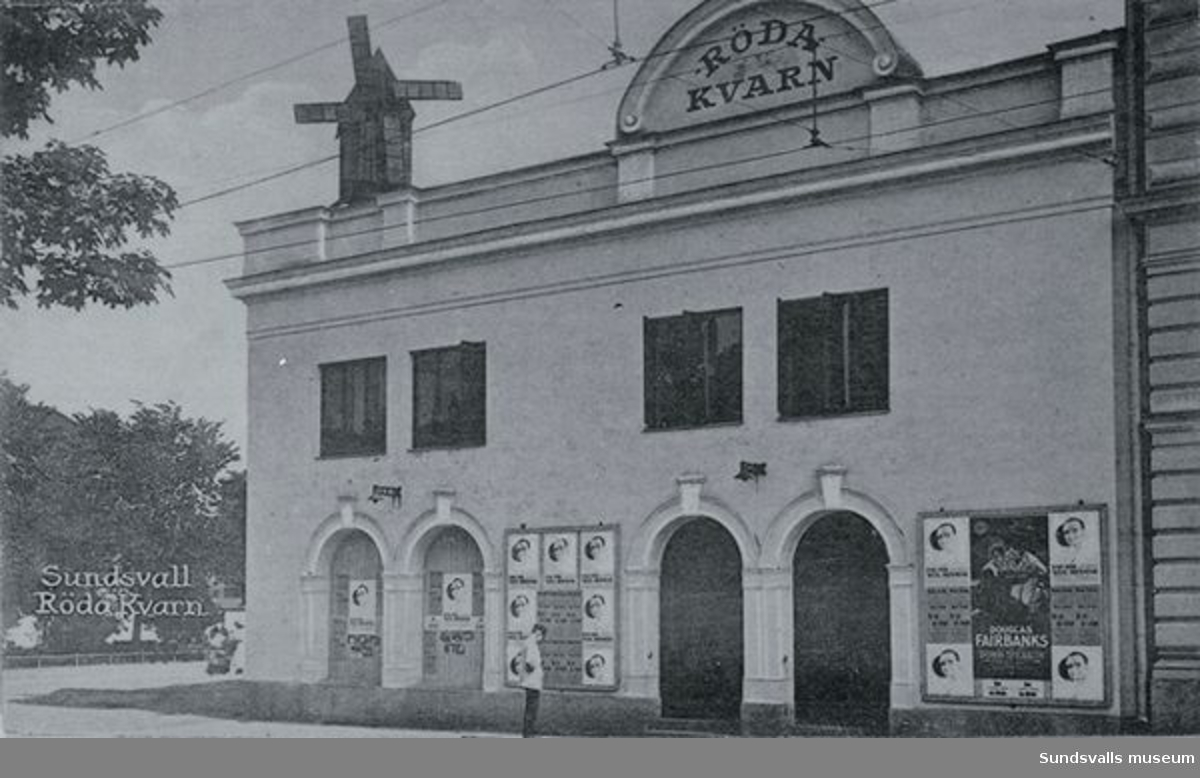
Röda kvarn

- Odd Fellows ordenshus, Sundsvall (1906-1908) [8]
- Sjömanshemmets annex, Sundsvall (1907)[9]
- Göteborgs privata förlossningshem, Molinsgatan 7 (1911)[10]
- Sjukhemmet/fattigvårdsinrättningen i Öjestrand (1913) [11]
- Betlehemskyrkan, Sundsvall (1916)
- Röda Kvarn, Sundsvall (1918) [12]
- Disponent Paulus Källander villa, Nygatan 80, Örebro[13]
- Entré till Sundsvallsutställningen (1928) [14]
- Stöde gravkapell (1935)